# Рено лагуна
Рено лагуна (фр. Renault Laguna) је аутомобил који је производила француска фабрика аутомобила Рено од 1994. до 2015. године у три генерације.

## Историјат
Рено лагуна је аутомобил средње класе, односно припада Д-сегменту према европским стандардима. Појавила се 1994. године заменивши застарели модел Рено 21. Производила се у каросеријским верзијама хечбек и караван са петора врата, а у трећој генерацији појавила се и купе верзија са двоја врата.
Године 2002, осваја друго место у избору за Европски аутомобил године иза Пежоа 307. Конкуренти су му били: Фолксваген пасат, Шкода суперб, Алфа Ромео 159, Волво S60, Саб 9-5, Ситроен Ц5, али и Форд мондео, Мазда6.
Године 2015, наслеђује је модернији модел талисман.

### Лагуна I (1994−2001)
Развој „лагуне” је започет још 1988. године, са коначним одобрењем дизајна из марта 1989. године, да би већ следеће године пројектовани дизајн био замрзнут. Тестирање на путевима је отпочело 1991. године и настављено све до 1993. године. Лагуна прве генерације је представљена у новембру 1993. године, а лансирана је у јануару 1994. године, као замена за Рено 21, која је у почетку представљена само у хечбек верзији. На сајму аутомобила у Франкфурту септембра 1995. године представљена је и караван верзија. На неким тржиштима верзија караван била је позната и као „лагуна спортс турер”, заменивши модел „Рено савана/невада”, односно Рено 21 караван.
Ниво опреме код лагуне био је генерално много виши од Реноа 21. Од лансирања сви модели су долазили са серво управљачем, електричним предњим стаклима и даљинским и централним закључавањем. Већина пакета опреме садржала је ваздушни јастук за возача. Касније, двоструки ваздушни јастуци, систем против блокирања кочнице, клима уређај и ЦД уређај постали су додатна или стандардна опрема. Мањи редизајн је уследио септембра 1996. године, а укључивало је нову регистарску таблицу са задње стране. Године 1998, бива озбиљније рестилизована и долазе нови мотори.

### Лагуна II (2001−2007)
После седам година производње, лагуну I замењује потпуно нови модел децембра 2000. године. Мотори су надограђени, а листа опреме продужена. Било је то прво возило доступно у Европи које је на европским тестовима судара постигло пет звездица, што је карактеристика коју су убрзо пратили сви остали модели у Реноовој понуди. Ова генерација је била доступна само у хечбек и караван верзијама.
Лагуна је била први аутомобил Д-сегмента, а други европски аутомобил који није имао кључ за улазак и паљење возила. Уместо кључа, користила је уређај са стилом кредитне картице за откључавање аутомобила и покретање мотора. На стил друге генерације снажно је утицао концептни аутомобил Initiale. Караван је био доступан само са пет седишта, за разлику од претходног модела који је имао седам седишта као опција на неким верзијама. Означен је као Sports Tourer или Grandtour, у зависности од тржишта.
На салону аутомобила у Амстердаму марта 2005. године, представљен је рестајлинг, где је побољшана безбедност, возне перформансе и удобност. Уведена је и електронска ручна кочница, то се раније видело на сенику и еспасу. Мотори су били приближно исти као и раније, с бензинским јединицама 1.6 и 1.8 које се нуде на неким тржиштима, док друге земље добијају бензинску јединицу од 2.0 (турбо или без турба) и два дизела (1.9 или 2.2 са директним убризгавањем). Након рестајлинга, представљен је потпуно нови дизел мотор, 2.0 dCi са 150 КС и друга варијанта мотора који остварује 175 КС.

### Лагуна III (2007−2015)
Представљена је на сајму аутомобила у Франкфурту септембра 2007. године, а у продају је стигла октобра исте године. Трећа генерација је заснована на платформи Д, коју дели са Нисан алтимом и Нисан мураном. Долази као хечбек са петора врата, караван са петора врата и годину дана касније први пут као купе са двоја врата. Јануара 2008. године на интернету су се појавиле слике могуће лагуне у седан верзији, међутим, до производње седана никад није дошло. Рено латитуд и трећа генерација Рено Самсунг СМ5, које производи Рено Самсунг моторс у Јужној Кореји, заснивају се на лагуни III.
Рестајлинг верзија лагуне III, названа „фаза 2”, представљена је на салону аутомобила у Паризу 2010. године, а продаја је започела у новембру 2010. године. Добија агресиван предњи крај у односу на старији модел. Поседује шест нивоа опреме: Expression, Black Edition, Eco Business, Bose, GT 4Control и Initiale.
Уграђивани су мотори, бензински од 1.6 (110 КС), 2.0 (140, 170 и 204 КС), 3.5 (238 КС) и дизел-мотор од 1.5 (110 КС), 2.0 (130, 150, 173 и 178 КС), 3.0 (235 КС).